# Casa mia, casa mia...
Casa mia, casa mia... è un film del 1988 diretto da Neri Parenti interpretato da Renato Pozzetto e Paola Onofri.

## Trama
Mario Bartoloni è un impiegato milanese della catena Cartier al quale viene proposto uno scambio di sede a Roma col collega Marini. Nell'accordo vi è anche lo scambio della casa tra i due colleghi. Arriva a Roma dopo un viaggio tremendo, in cui gli vengono rubate la macchina e la valigia, e dimentica pure il cappotto dentro il taxi che lo aveva accompagnato alla sua nuova casa. Nella capitale Mario arreda il suo nuovo appartamento, ma subito dopo scopre che l'intera palazzina è sotto sfratto ad opera della proprietaria dello stabile, la contessa Salviati.
Ritrovatosi senza casa, convince con molta insistenza il collega Aldo ad ospitarlo, il quale, per farlo andare via al più presto, litiga sempre con la moglie, anche quando Mario vuole dormire, e alla fine si coalizza con essa, nonostante non vadano mai d'accordo, e le chiede di sedurlo, in modo che Aldo faccia finta di sorprenderli, facendo sentire Mario in colpa, e così riesce a cacciarlo di casa. Mario quindi tenta di sedurre la collega Elvira, benestante ma bruttina, per riuscire a stabilirsi a casa sua, scoprendo però che questa già mantiene un rozzo amante romano.
Finito a dormire nel negozio dove lavora, viene scoperto e licenziato dal direttore della filiale. Disoccupato e senza casa, si trova quasi per sbaglio a truffare una persona in cerca di alloggio come lui: è l'inizio di una serie di vendite illecite che gli permettono di diventare ben presto ricco. Pur lasciando un alone di mistero sulla provenienza dei suoi guadagni, Mario inizia a frequentare la bella ex collega Marina la quale, comprendendo la sua difficile situazione, si dichiara disponibile ad ospitarlo, ma quando tenta di usare il suo appartamento per l'ennesima truffa, la donna scopre la verità.
Con i soldi delle truffe Mario acquista l'intera palazzina messa sotto sfratto dalla Salviati, riconquistando Marina; scopre anche che la nobildonna sta per mettere le mani su un appalto per la costruzione di un nuovo caseggiato che comporterà l'abbattimento di varie case e lo sfratto di chi vi abitava; Mario rivendendo la palazzina sottrae l'appalto alla Salviati impedendo la speculazione edilizia della donna. Dopo aver sposato Marina torna a Milano e si riprende il vecchio appartamento, cacciando di casa il suo collega Marini.